# Holger Nordqvist
Holger Vilhelm Henrik Nordqvist, född 30 mars 1912 i Hedemora, död 20 december 1990, var en svensk jurist som var lagman i Hedemora tingsrätt från 1971 till 1979.
Nordqvist blev juris kandidat vid Uppsala universitet 1935 och genomförde tingstjänstgöring 1940-1943 innan han blev fiskal vid Svea hovrätt 1944. Han blev Hovrättsassessor där 1949, hovrättsråd 1959 och häradshövding i Hedemora domsaga 1964. Nordqvist var lagman i Hedemora tingsrätt 1971-1979.
Nordqvist var son till byggmästare Johan Nordqvist och han maka Hanna, född Johansson. Han var gift från 1942 med Maja, född Arfs 1910.